# Погосян, Гукас
Гука́с Погося́н (арм. Ղուկաս Պողոսյան; 6 февраля 1994, Ереван, Армения) — армянский футболист, полузащитник.

## Клубная карьера
Погосян воспитанник футбольной школы «Пюник». В 16 лет играл за третью команду клуба. А годом позже, тренерский штаб «Пюника» перевёл Погосяна из резервистов в основную команду. В том же году состоялся дебют за основу в Премьер-лиге. 2 апреля 2011 года в гостевой игре против «Улисса», Погосян вышел на 84 минуте матча, заменив Эдгара Манучаряна. В сентябре, выйдя в матче за суперкубок Армении, стал обладателем почётного трофея. А по окончании сезона — обладателем бронзовых медалей первенства.

## Карьера в сборной
Первый вызов Погосяна в сборную пришёлся на 2010 год. Дебют состоялся за юношей до 17 лет. 22 и 24 сентября 2010 года Погосян провёл против сверстников из Турции (где были биты 0:3) и Чехии (1:1). Через год вышел в форме юношей до 19 лет против сверстников из Словакии. В этой игре армянская сборная оказалась сильнее (2:1), а Погосян одержал первую победу на международном уровне. Свой главный успех Погосян дождался 28 февраля 2012 года, выйдя на поле в форме национальной сборной против сборной Сербии. Первый блин оказался комом, так как сборная Армении по показателям уступила сборной Сербии, и как итог — 0:2.

## Достижение
- Серебряный призёр чемпионата Армении: 2011
- Обладатель Кубка Армении: 2014
- Обладатель Суперкубка Армении: 2011, 2013

## Статистика выступлений
Данные на 5 июля 2012 
| Клуб             | Сезон            | Чемпионат | Чемпионат | Кубки | Кубки | Еврокубки | Еврокубки | Всего | Всего |
| Клуб             | Сезон            | Матчи     | Голы      | Матчи | Голы  | Матчи     | Голы      | Матчи | Голы  |
| ---------------- | ---------------- | --------- | --------- | ----- | ----- | --------- | --------- | ----- | ----- |
| Пюник-3          | 2010             | 10        | 0         | 0     | 0     | 0         | 0         | 10    | 0     |
| Всего            | Всего            | 10        | 0         | 0     | 0     | 0         | 0         | 10    | 0     |
| Пюник            | 2011             | 16        | 3         | 3     | 0     | 2         | 0         | 21    | 3     |
| Пюник            | 2012/13          | 12        | 2         | 0     | 0     | 1         | 0         | 13    | 2     |
| Всего            | Всего            | 28        | 5         | 3     | 0     | 3         | 0         | 34    | 5     |
| Всего за карьеру | Всего за карьеру | 38        | 5         | 3     | 0     | 3         | 0         | 44    | 5     |

| № | Дата            | Оппонент | Счёт | Голы Погосяна | Соревнование      |
| 1 | 28 февраля 2012 | Сербия   | 0:2  | −             | Товарищеский матч |

Итого: 1 матч / 0 голов; 0 побед, 0 ничьих, 1 поражение.
(откорректировано по состоянию на 28 мая 2012 года)